# Карадарьинский район
Карадарьинский район район (узб. Қорадарё тумани) — единица административного деления Зеравшанского округа и Самаркандской области Узбекской ССР, существовавшая в 1926—1959 годах.

## История
Карадарьинский район с центром в кишлаке Пайшанба был образован в 1926 году в составе Зеравшанского округа Узбекской ССР.
В 1930 году в связи с ликвидацией округов район перешёл в прямое подчинение Узбекской ССР.
15 января 1938 года Карадарьинский район вошёл в состав Самаркандской области.
В 1943 году часть территории района был передана в новый Иштыханский район
По данным на 1 октября 1948 года район включал 12 сельсоветов: Аккурган, Алимбай, Гирдыкурган, Гулистан, Дурбеш, Каттаминг, Кичикмундияк, Куштепа, Тепакурганк, Чуинчи, Ядгарходжа и Ярбаши.
2 марта 1959 года Карадарьинский район был упразднён, а его территория передана в Каттакурганский район.

## Население
По данным переписи 1939 года в Карадарьинском районе проживало 38 290 человек, в том числе узбеки — 90,9 %, русские — 2,2 %, татары — 2,0 %, таджики — 1,4 %, казахи — 1,4 %.